# دام (گروه موسیقی)
دام (به عربی: دام و عبری: דם‎‎) یک گروه هیپ هاپ فلسطینی مستقر در شهر لد، اسرائیل است. دام را برادران نفار (تامر و سهیل) و دوستشان محمود جریری بنیان گذاشتند. ترانه‌های آن‌ها اغلب دربارهٔ منازعه فلسطین-اسرائیل و فقر است.